# Calomicrus persimilis
Calomicrus persimilis es un coleóptero de la familia Chrysomelidae.
Fue descrita científicamente por primera vez en 1989 por Kimoto.